# إديث ديموك
إديث ديموك (بالإنجليزية: Edith Dimock)‏ هي رسامة أمريكية، ولدت في 16 فبراير 1876 في هارتفورد في الولايات المتحدة، وتوفي بنفس المكان في 28 أكتوبر 1955.